# Cyclophora depulsa
Cyclophora depulsa là một loài bướm đêm trong họ Geometridae.